# Geneviève Grad
Geneviève Gabrielle Grad (París, 5 de julio de 1944 – La Chaussée-Saint-Victor, 7 de noviembre de 2024), conocida como Genevieve Grad, fue una actriz, cantante, anticuaria y gestora de eventos culturales francesa. 
Entre sus películas más destacadas figuran Le Capitaine Fracasse (1961), Sandokan, el tigre de Borneo (1963) y la popular saga de películas del gendarme: El gendarme de Saint-Tropez (1964), El gendarme en Nueva York (1965) y El gendarme se casa (1968).
Su carrera en el cine comenzó en 1959 y perduró hasta principios de los años 1980. Desde los años 1970, fue asistente de producción del canal TF1, luego se desempeñó como anticuaria. Posteriormente, se mudó a la ciudad de Vendôme y trabajó como gestora de eventos culturales.